# Карл-Річард Фрей
Карл-Річард Фрей (11 липня 1991 , Тройсдорф, Північний Рейн-Вестфалія ) — німецький дзюдоїст, бронзовий призер Олімппійських ігор 2020 року, призер чемпіонатів світу.

## Виступи на Олімпіадах
| Олімпіада           | Дисципліна      | Місце |
| ------------------- | --------------- | ----- |
| Ріо-де-Жанейро 2016 | до 100 кг       | 5     |
| Токіо 2020          | до 100 кг       | 7     |
| Токіо 2020          | змішана команда | 3     |